# جیلاس (تاجیکستان)
جیلاس (تاجیکستان) (به لاتین: Dzhilas) یک منطقهٔ مسکونی در تاجیکستان است که در ولایت سغد واقع شده‌است.